# Francesco Cabianca
Francesco Cabianca nato Penso (Venezia, 26 dicembre 1666 – Venezia, 15 aprile 1737) è stato uno scultore italiano.

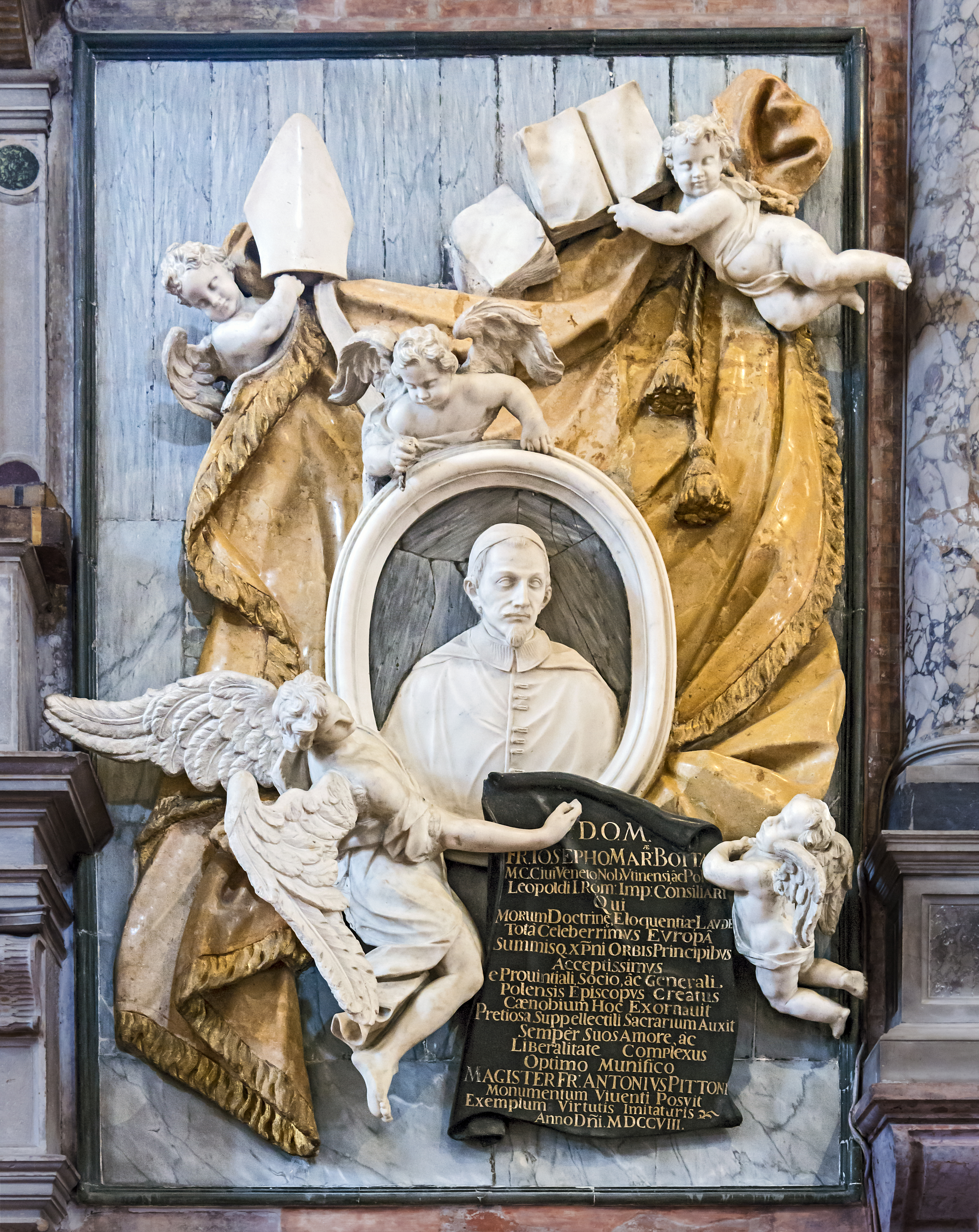
Monumento a Giuseppe Bottari Basilica di Santa Maria Gloriosa dei Frari

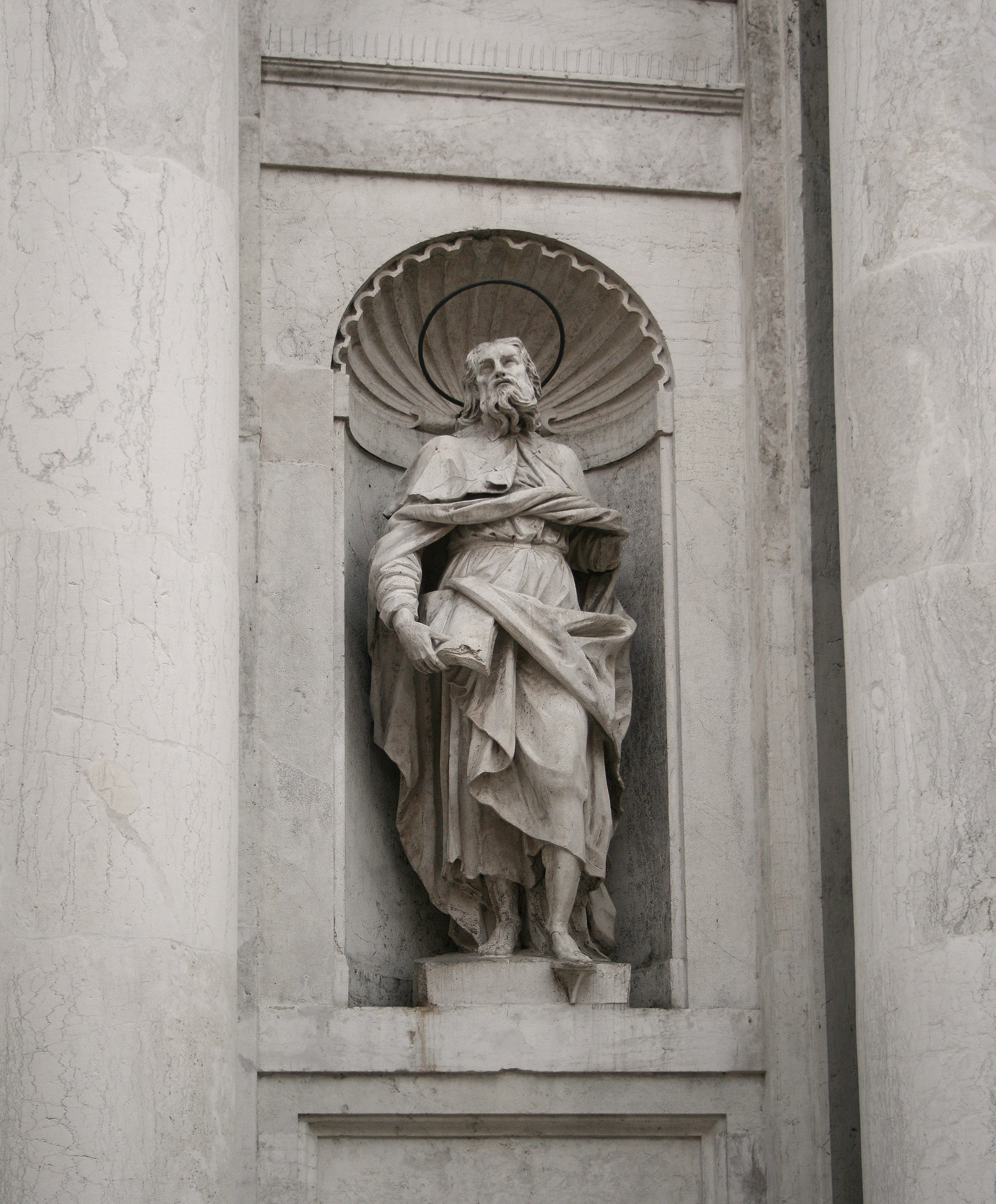
San Giacomo maggiore, facciata della chiesa dei Gesuiti, Venezia.

Artista di alterne fortune, operò in pieno periodo barocco precorrendo tuttavia la pacatezza tipica del neoclassicismo. I critici lo ritengono uno scultore di notevole abilità tecnica, sebbene dimostri scarsa personalità artistica.

## Biografia
Secondogenito di Pietro Penso, assunse il cognome della prima moglie Lucietta Cabianca per poterne ereditare la dote. Dalla seconda moglie, Laura Cipri, ebbe Tonina e Pietro: la prima morì a ventun anni, l'altro fu mandato a Bologna perché diventasse pittore, ma non ebbe successo.
Allievo di Giusto Le Court, in seguito aprì lui stesso una bottega presso San Barnaba a Venezia in cui lavorarono, seppur per breve tempo, Pietro Baratta e Giulio Cesare Fontana. Spinto dalla scarsezza di commissioni a Venezia (e da un medico che, per guarire da una malattia venerea, gli consigliava di viaggiare per mare), sul finire del Seicento si recò con la famiglia in Dalmazia. Qui ebbe sicuramente maggiore fortuna: diretto a Ragusa, durante uno scalo a Spalato venne accolto dal provveditore generale, suo conoscente, il che gli permise di entrare in contatto con Marco Gregorina, noto mercante di Cattaro.
A Ragusa visse per un anno e mezzo (1698-1699), ospitato dal rettore della Repubblica locale che gli procurò di eseguire alcuni capitelli ionici per la chiesa di Sant'Ignazio (furono in seguito rifatti da Marino Groppelli); eseguì inoltre l'altare della Madonna del Carmine per la chiesa dei francescani. 
Grazie alla conoscenza del Gregorina, inoltre, fu chiamato a progettare l'interno della cappella delle reliquie della cattedrale di Cattaro, dove si trasferì alla fine del 1699. L'anno seguente tornò a Venezia alla ricerca di collaboratori e materiali, per poi ristabilirsi nella città albanese (la sua presenza è documentata dalla fine del 1704 alla metà del 1708). Lavorò frattanto agli altari maggiori delle chiese di Santa Chiara e San Giuseppe.
I lavori fruttarono al Cabianca sedicimila ducati; gliene restavano cinquecento quando tornò a Venezia, avendoli sperperati nel gioco d'azzardo.
Sempre meno richiesto, nel 1730 chiuse bottega e partì per Gorizia ma, non riuscendo a trovarvi impiego, fu costretto a chiedere finanziamenti dal figlio. Dopo otto mesi giunse a Padova, sperando di poter collaborare al rifacimento dell'altare maggiore della basilica del Santo; anche qui non ebbe successo.
Sei mesi dopo tornò a Venezia dove continuò a mantenere una modesta bottega. Morì a settantadue anni e fu sepolto nella chiesa di San Giobbe.